# Sten Birger Rudnäs
Sten Birger Teodor Christian Rudnäs, ursprungligen Eriksson, född 23 juli 1932 i Adolf Fredriks församling i Stockholm, är en svensk målare.
Rudnäs är som konstnär autodidakt även om han fick viss handledning av sin far under uppväxten. Konsten består av expressionistiska livsbilder målad med lyrisk och mustig kolorit. Han har tilldelats Statens arbetsstipendium, Stockholms Stads Kulturstipendium och Konstnämndens arbetsstipendium.
Birger Rudnäs är son till konstnären Birger Rudnäs (1904–1994) och Tullia Margareta Andersson (1907–1979). Han gifte sig 1959 med Ulla Linnea Söderström (1932–2006) och de fick en dotter.

## Separatutställningar
- Konstfrämjandet – Stockholm – Eskilstuna – Jönköping
- Konstsalongen De Unga – Stockholm
- Konst i hemmiljö – Stockholm
- Galleri Nord – Örebro
- Sundsvalls museum

## Representerad
- Nationalmuseum
- Bilspedition Göteborg
- Huddinge kommun
- Jönköping Läns Landsting
- KF Stockholm
- Riksidrottsförbundet Stockholm
- Kulturnämnden Örebro
- Konstnärs Klubben
- Prinsessan Lilian & Prins Bertils Samlingar
- Solna Stad
- Statens konstråd
- Stockholms Läns Landsting
- Stockholms stad
- Södertälje Kommun
- Täby Kommun
- Universitets Sjukhuset Linköping
- Västerås stad
- Örebro läns landsting[2]